# Jeff Timmons
Jeffrey Brandon Timmons (nascido em 30 de abril de 1973 em Canton, Ohio) é um cantor, produtor musical, compositor, ator, produtor de televisão estadunidense e membro fundador do grupo nomeado ao Grammy, 98 Degrees.

## Biografia

### Início de carreira: 98 Degrees
Jeff Timmons teve sua carreira artística preparada involuntariamente, quando criança aprendeu a cantar em uma igreja católica local de onde morava, participando do coral. Mas nunca levou a sério. Na faculdade, cursando psicologia na Universidade de Kent Jeff chama alguns amigos para cantar "My Girl" para impressionar as garotas. Saindo tão bem quanto o esperado ele decide com seus amigos em seguir a carreira artística. Ele e seus amigos resolvem mudar-se para Los Angeles, um deles John Lippmann, colega da universidade. Almejando serem descobertos por algum bom empresário ou caça talentos para conseguir um contrato de gravadora para o grupo recém-formado. Obtendo apenas frustrações, John abandona a ideia juntamente com os outros integrantes do grupo, mas pede para que Jeff entre em contato com um amigo chamado Justin Jeffre, o qual foi seu colega na SCPA. Justin então atende ao chamado de Jeff e chama seu amigo Nick Lachey que convoca seu irmão Drew Lachey, e assim forma o definitivamente os 98 Degrees.

### Contrato com gravadora e fama
Jeff exerceu vários bicos como segurança, entregador etc. para conseguir se sustentar enquanto ensaiava e fazia performances com o grupo atrás de um contrato. No backstage de um show do Boyz II Men o grupo consegue um convite para se apresentar em uma rádio local onde chama a atenção de Paris D'Jon que empresaria o grupo conseguindo um contrato com a Motown Records. Entretanto junto com todo o grupo, Jeff sofreu preconceito por parte de sua própria gravadora, por serem um grupo e os únicos artistas caucasianos da Motown. Sendo obrigados a morar na periferia do Brooklyn para que conseguissem que o álbum fosse lançado.
Em 97 o grupo lança seu primeiro álbum com o single "Invisible Man (canção)" que levou o nome do grupo alcançando sucesso moderado e depois o relança novamente com o novo single "Was It Something I Didn't Say" sem muito êxito, mas ganhando disco de ouro. No ano seguinte lançam seu segundo álbum, 98 Degrees and Rising alcançando o sucesso desejado, emplacando os hits "Because of You", "The Hardest Thing", "I Do (Cherish You)" e o dueto com Stevie Wonder, "True to Your Heart". 98 Degrees and Rising se tornando multiplatina em pouco tempo.
No final de 1999, os 98 Degrees lançaram o álbum de natal This Christmas, com o single "This Gift" se tornando platina.
Em fase de produção do terceiro álbum de estúdio, o grupo foi convidado por Mariah Carey a gravar o hit "Thank God I Found You" juntamente com o cantor Joe. O single se tornou disco de outro e deu a primeira nomeação ao Grammy para o grupo na categoria "Melhor Colaboração Pop com Vocais".
Ainda no mesmo ano, o grupo finalizou o álbum Revelation. Neste álbum o grupo teve mais liberdade de produção, co-escrevendo e co-produzindo muitas de suas faixas, com Jeff trabalhando em duas faixas do álbum. O álbum se tornou multiplatina juntamente com o primeiro single "Give Me Just One Night (Una Noche)"  e seguiu com sucesso moderado de "My Everything" e "The Way You Want Me To".
Em 2001, Jeff faz sua última apresentação pública com o grupo cantando "Man in the Mirror" com a parceria de Usher e Luther Vandross no especial de 30 anos de Michael Jackson na Madison Square Garden. No ano seguinte é lançado a coletânea The Collection com "Why (Are We Still Friends)" sendo o único single novo a divulgar o álbum. O grupo então anuncia um momento de hiato para seguir carreira solo e se envolver em outros projetos.

## Carreira solo

### 2003-2004: Álbum solo
Descontente com sua experiência com gravadoras musicais, Jeff voltou à ativa em 2003 decidido a gravar um disco independente.
| “ | É ótimo estar com uma grande gravadora, pois eles podem colocar muita coisa atrás de seu projeto e fazer um monte de promoções e outras coisas, mas eles também têm algum tipo de controle sobre a criatividade do seu projeto, às vezes. Mesmo se você escrever tudo e produzir tudo sozinho, eles ainda podem chegar lá e mudar algumas coisas, e eu só queria ter a minha própria coisa em que eu conte a minha própria história sobre o que vem acontecendo comigo nestes últimos anos. | ” |

O álbum foi inteiramente produzido e escrito por Jeff, focando o estilo musical dos 98 Degrees. Com exceção de "Baby J", composta para seu filho Jeff Jr. E então lançado em 24 de agosto de 2004, com "Whisper That Way" sendo o single de lançamento do álbum homônimo. Embora a canção tenha tido êxito ao entrar em 23° na parada Adult Contemporary, O álbum falhou a alcançar o mesmo sucesso, da mesma forma os singles "Better Days" e "Favorite Star", entretanto ele obteve êxito na China, Japão e Malásia.

### 2005-2008: Outras empreitadas
Em agosto de 2005 Jeff se une com os 98 Degrees na campanha para prefeito de Cincinnati, onde seu amigo de banda, Justin Jeffre estava concorrendo. Eles cantaram "Invisble Man" no rally feito na campanha de Justin.
Já em 2007 Timmons voltou à ativa em um reality show chamado Mission Man Band da VH1 no primeiro semestre de 2007. O show teve 7 episódios e trouxe membros de boy bands famosas nos anos 90 como Chris Kirkpatrick da 'N Sync, Rich Cronin da LFO, Bryan Abrams da Color Me Badd e o próprio Jeff. O programa mostrava a formação do grupo que se chamou Surehot e acompanhou a produção e gravação de canções e ensaios. O grupo se chamou Sureshot, lançou três singles, "Work That Out", "Withoutcha" e "Story Of My Life" e ficou junto por um ano.

### 2009-2012: iamMedia e novo álbum solo
No final de 2009 Jeff começou a investir em uma distribuidora não-tradicional de produtos multimedia chamada "iamMedia". A distribuidora trabalhará com a Circle K, 7-11, Kroger e SuperValue. Com isso ele passou a trabalhar intimamente em seu segundo álbum fazendo todo trabalho de composição, produção e mixagem sozinho. O primeiro single "Emotional High" foi lançado primeiramente nas Filipinas. Ainda em fase de  produção, Jeff enviava músicas para as pessoas que se inscreviam eu seu website oficial para ouvir suas opiniões e escolher o repertório do novo álbum. O álbum seria lançado em um cruzeiro no Caribe, mas Jeff voltou atrás na decisão resolvendo dá-lo de graça para quem se inscrevesse em seu Facebook e mais tarde abriu mais ainda a oportunidade para todos os que se inscreverem em seu website. segundo ele, tem gostado tanto de seu novo trabalho e que sabe que há pessoas e antigos fãs que não sabem de seu novo projeto ainda, que decidiu dá-lo de graça para que as pessoas conhecessem melhor seu trabalho.
| “ | Eu definitivamente acho que poderíamos ter tido acordos melhores. Nenhuma dúvida sobre isso. Em um ponto que havíamos vendido mais de 5 milhões de discos com ambas Motown e Universal Motown e não tivermos retorno. Nós ainda não estávamos ganhando dinheiro. Ficávamos do tipo "Como isso acontece? Eu acho que quando você é jovem você só quer fazer e viver o sonho, então você depende que sua gestão, agentes e advogados tenham seus melhores interesses em mente. Isso não acontece sempre. Tudo em tudo, eu não comerciaria nada porque o conhecimento que eu ganhei com as experiências do ponto de vista empresarial é inestimável. | ” |

Já em 2011, Timmons se juntou à revista masculina de stripper, Chippendales como cantor/artista e mestre de cerimônias por um período limitado. Ele inicialmente ficou cético em aceitar a oferta, mas foi encorajado por sua esposa Amanda, e sua decisão lançou uma nova fase em sua carreira.
Em 2012 ele participou do concerto beneficente NF Hope que vista combater problemas genéticos, sendo uma das estrelas a performar no show. Ele também entrou em turnê com as boy bands A1 e Blue no Sudeste asiático e performou seus trabalhos solo e dos 98 Degrees.

### 2013-2023: Reunião com os 98 Degrees
No começo de 2013 Jeff e os demais integrantes dos 98 Degrees anunciaram o retorno da banda com um novo álbum de estúdio chamado 2.0 com lançamento para 7 de maio sob o selo indie da eOne. Em 29 de abril de 2013 foi lançada a controversa canção "Girls Night Out" para promover o álbum. Logo depois o também controverso single "Microphone" foi anunciado e uma turnê com o New Kids on the Block chamada Package Tour pela América do Norte, que começou no dia 28 de março de 2013. "Impossible Things" foi lançada como segundo single alcançando a 2ª posição do Top 40 de Taiwan.
O sucesso com o ramo de strip continuou em 2014 e isso inspirou Timmons a propor uma versão mais mainstream com homens realizando mais do que um show de strip, mas essa ideia não foi apoiada pela gestão de Chippendale. Juntamente com o coreógrafo indicado ao Emmy, Glenn Douglas Packard e o empresário "Money Mike" Foland, Timmons criou a revista "Men of the Strip", um processo documentado em reality show de mesmo nome de 2014, produzido para o E! rede. Timmons descreve o filme "como Magic Mike" com elementos de Sex and the City: a vida pessoal dos caras, eles estão lutando para serem os melhores no que podem fazer, mas no final do dia, eles são uma família. Ele também disse que o filme cobre o processo de audição, "como eles brilham no palco" e que, embora "as pessoas pensem que sabem o que são os strippers masculinos, cada um desses caras é único e interessante." Depois dos trabalho com os Mn of the Strip, Jeff começou a trabalhar em um álbum solo que tinha previsão de lançamento para novembro de 2014. Ele acabou lançando somente o colaborativo single "That Girl" com o DJ Traxstarz em parceria com gravadora Dauman Music. A música era dançante em estilo uptempo e teve um vídeo clipe para divulgá-lo.
Em 2016, Timmons se juntou à equipe da série de televisão "Droned" da Discovery Science como co-produtor executivo. No mesmo ano ele se reuniu novamente com os demais integrantes do 98 Degrees para a turnê My2K nos Estados Unidos com o grupo Dream e o cantor Ryan Cabrera abrindo seus shows e a boy band O-Town como convidada especial.
No mesmo ano Jeff foi surpreendido por seu colega cantor Nick Carter para participar de um filme chamado Dead 7 para o canal SyFy. O filme foi escrito e dirigido pelo próprio Nick, co-dirigido por Danny Roew, co-escrito por Swayer Perry e distribuído pelo The Asylum, o mesmo estúdio responsável por Sharknado. Chamado pela crítica de mashup de The Walking Dead, The Magnificent Seven e TRL da MTV, o filme é um apocalipse zumbi futurístico de faroeste. Timmons de início teria um papel pequeno de xerife que seria morto no início, mas Nick mudou de ideia dando-lhe o papel de Billy, o irmão mais novo de Jack, o personagem de Nick. O filme foi lançado em 1 de abril de 2016.
A trupe Men of the Strip ganhou um contrato e apresentações regulares no Tropicana Resort & Casino a partir de 2017, bem como turnês nos Estados Unidos e Canadá. Os artistas do Men of the Strip são obrigados a cantar e dançar em shows, às vezes se apresentando com Timmons, que às vezes também atua como mestre de cerimônia.
No último trimestre de 2017 os 98 Degrees anunciaram Um novo álbum natalino intitulado Let it Snow foi anunciado para 13 de outubro de 2017 e uma nova turnê que começou 10 de novembro.
Jeff e o pro wrestler Jessie Godderz se conheceram no Linkedin e decidiram fazer uma parceria em 2018 com a música "The Girl Is With Me". Inicialmente Timmons havia convidado o lutador para ser o mestre de cerimônia de Men of The Strip, mas o novo amigo declinou o convite por achar que pegaria mal para ele. O cantor então o convidou para uma parceria em qualquer coisa, dando a opção de gravar uma música. Godderz ficou apreensivo de início por não saber cantar mas seu amigo insistiu e ele acabou aceitando A canção tem um toque divertido de disputa entre os dois por uma garota ao estilo de "The Girl is Mine" de Michael Jackson e estreou com um clipe em 2 de outubro no YouTube. O vídeo foi gravado por Bryan Edwards, Sonia Blangiardo e Brandon Goins da The Usual BS Productions e foi bem aceito pelos fãs e recebido elogio de crítica.
Na primeira metade de 2021 Jeff co-produziu e estrelou o filme cristão "Baking up Love", onde ele também interpreta o pastor Mark. A produção do filme realizou um concurso em Ohio no qual a concorrente teve que apresentar uma boa receita feita com abóbora. A vencedora ganhou a oportunidade de interpretar a esposa do personagem de Timmons no filme, uma estadia em um hotel do Morton Holiday Inn Express & Suites, um convite para duas pessoas para a estreia de Baking Up Love em agosto e um passe de acesso ao Morton's Pumpkin Festival.
De volta com os 98 Degrees em 2021, ele lançou o single veranil, "Where Do You Wanna Go" em 9 de julho. A canção fez parte da campanha "98 Days of Summer" que celebrou o legado da banda com fotos, vídeo clipes e músicas não lançadas, com tudo sendo divulgado em suas mídias sociais. Que terminou com o lançamento do EP de remixes "Summer Of 98" em 20 de agosto. O fim da campanha teve desfecho com uma apresentação em Las Vegas. Eles se apresentaram na rede Mandalay Bay Resort and Casino na Mandalay Bay Beach com concertos da iHeartRadio  que começaram em 16 de setembro e terminaram em 20 de novembro.
Já em 2022, Jeff começou a trabalhar em um novo single solo em parceria com o rapper e produtor, Pompey, a quem havia conhecido antes mesmo da formação oficial dos 98 Degrees e sempre teve desejo de uma colaboração, mas seus parceiros achavam que a sonoridade teria mais a ver com Jeff em um trabalho solo. O single foi chamado "Lit" e lançado pela Aria Music em 28 de março em todas plataformas digitais. "Lit" estreou em primeiro lugar na parada de dança do iTunes e chegou em 19º lugar no Beatport.
Depois do trabalho solo, Timmons retornou com sua boy band original e fez parceria com o cantor de música country, Brett Kissel para single "Ain't the Same". A canção foi aceita nas paradas canadenses, chegando à 33ª posição na Canada Country da Billboard e em 31ª na Canada Digital Songs.

## Vida pessoal
Jeff Timmons se formou na Massillon Washington High School em Massilon, Ohio e cursou psicologia nas universidades ohianas, Bluffton University e Malone University onde ele foi jogador de futebol americano. Por ser hipoglicêmico foi apelidado de Sugar (açúcar em inglês). 
É divorciado e possui dois filhos que compartilha a custódia, Alyssa e Jeffrey Jr. Alyssa teve participação no videoclipe "My Everything" dos 98°. Ele conheceu sua esposa atual, Amanda quando começou seu projeto com o Chippendales. Timmons a descreve como o "cérebro por trás do renascimento da minha carreira", referindo-se ao projeto Men of the Strip, e afirma "que qualquer coisa que aconteça adiante, se for um empreendimento bem-sucedido, você pode ter certeza de que ela está por trás disso." Amanda assim como seu marido tem duas crianças de seu casamento anterior, Karsten e Ashten e concebeu a menina Ariahuna a seu marido em 2011.
Ele também trabalha com várias instituições de caridade como a St. Jude Children's Hospital e a Elizabeth Glaser Pediatrics Aids Foundation. Em 2006, Jeff foi condenado por um ano de prisão preventiva por dirigir alcoolizado, mas seus advogados entraram com um recurso diminuindo a pena. Timmons teve que passar por um tratamento contra o alcoolismo e fazer serviços comunitários por 50 horas.

## Discografia
98 Degrees
- 98° (1997)
- 98° and Rising (1998)
- This Christmas (1999)
- Revelation (2000)
- 2.0 (2013)
- Let it Snow (2017)

## Álbuns solo
- Whisper That Way (2004)
- Emotional High (2009)

### Singles
- 2004: "Whisper That Way"
- 2004: "Better Days"
- 2005: "Favorite Star"
- 2009: "Emotional High"
- 2014: "That Girl"
- 2018: "The Girl Is With Me" featuring Mr. PEC-Tacular Jessie Godderz
- 2022: "Lit" featuring Pompey

## Filmografia
- Michael Jackson: 30th Anniversary Celebration (2001)
- The Screen Savers (9/9/2004)
- Mission Man Band (2007 - 2008)
- Dead 7 (2016)
- Droned (2016) - Co-Produtor executivo
- Welcome to Hope (2021) (Atendente do 911, Episódio 1x08)